# Adiantum peruvianum
Espèce
Adiantum peruvianum est une espèce de fougères de la famille des Pteridaceae.

## Utilisation
C'est une espèce utilisée comme plante ornementale, appréciée pour ses pinnules de grande taille. 

## Répartition
Elle est originaire d'Amérique du Sud (Bolivie, Équateur et Pérou).